# 불 논리
불 논리(Boolean logic)는 논리적 산법의 완전한 체계이다.
불 논리라는 이름은 19세기 중순에 논리의 대수계를 처음으로 정의한 조지 불에서 따온 것이다. 불 논리는 전자 공학, 컴퓨터 하드웨어 및 소프트웨어 등으로 넓게 응용되고 있다. 1938년 클로드 섀넌(Shannon, Claude)은 불 논리를 릴레이에 의한 전기 회로 장착 방법을 나타냈다. 이 사실은 머지 않아 전자식 컴퓨터를 만드는 데에 없어서는 안 될 존재임이 밝혀졌다.
여기서는 집합 대수를 이용하고, 집합, 불 연산, 진리값 표 등의 기본 해설과 불 논리의 응용에 대해 풀이한다. 불 대수 글에는 불 논리의 공리를 만족하는 대수 구조의 형태를 설명하고 있다. 이진수에서는 컴퓨터에서 쓰이는 이진수를 풀이하고 있다.

## 용어

A AND B(보라색의 부분), A OR B(색이 붙어 있는 부분 모두), A XOR B(보라색 이외의 색이 붙어 있는 부분). 네모진 바깥쪽 선은 모집단(universe)

### 디지털 회로설계
불 논리는 전기 공학 회로 설계에도 사용된다. 이때 0, 1은 디지털 회로로의 비트가 다른 2개 상태를 나타내, 전압의 높낮이를 따른다. 회로는 변수를 포함한 식에서 표시된다. 입출력이 완전하면, 이를 불 논리식에서 표현할 수 있다.
AND 게이트, OR 게이트, NOT 게이트와 같은 기본 논리 회로만을 사용할 수도 있지만, NAND 게이트, NOR 게이트, XOR 게이트 등도 조합해 디지털 회로를 구성할 수 있다. 조합 방법은 연산자의 우선 순위에 따라 직렬이나 병렬과 결합한다.

### 데이터베이스
관계 데이터베이스에서는 쿼리를 위해 SQL 등의 데이터베이스 고유 언어를 사용하지만 이것들은 불 논리를 포함하고 있다. 이 경우, 표 안의 레코드(record)는 「집합」안의 「원」에 가깝다. 이를테면, SQL의 SELECT문은 데이터베이스 안의 바깥(표)으로부터 데이터를 다음과 같이 추출한다.
- SELECT * FROM EMPLOYEES WHERE LAST_NAME = 'Smith' AND FIRST_NAME = 'John' ;
- SELECT * FROM EMPLOYEES WHERE LAST_NAME = 'Smith' OR FIRST_NAME = 'John' ;
- SELECT * FROM EMPLOYEES WHERE NOT LAST_NAME = 'Smith' ;

여러 불 연산이 있는 경우, 괄호를 사용해 연산의 순서를 제어한다:
- SELECT * FROM EMPLOYEES WHERE (NOT LAST_NAME = 'Smith') AND (FIRST_NAME = 'John' OR FIRST_NAME = 'Mary') ;

필요에 따라 괄호를 얼마든지 박스로 만들 수도 있다. 복수의 바깥(표)을 불 연산으로 조합하는 것을 결합이라고 한다.(관계 대수).

### 검색 엔진
이 경우, 인터넷의 각 웹페이지가 「집합」의 「원」에 가깝다. 검색 엔진에 따라 쿼리의 문법은 여러 가지이다. 여기에서는 구글의 문법을 설명한다.
- 논리곱에는 기호를 사용하지 않는다. 따라서 키워드를 2개 늘어 놓았을 경우 논리곱이라고 해석된다.

"키워드 1" "키워드 2"
- 논리합에는 "OR"를 사용한다.

"키워드 1" OR "키워드 2"
- 마이너스 기호로 논리 부정을 나타낸다(실제로는 AND NOT).

"키워드 1" -"키워드 2"
- 연산자의 우선 순위가 정해져 있기 위해, 괄호는 사용하지 않는다.

재미있는 점은 구글 스칼라에서는 "OR"를 사용하면 배타적 논리합(XOR)을 사용한다.

## 같이 보기
- 불 대수
- 수리 논리학 (기호 논리학)
- 불 함수
- 논리 회로

## 참조
- Shannon, Claude (1938) "The Symbolic Analysis of Relay and Switching Circuits".